# Newport (Maine)
Newport ist eine Town im Penobscot County des Bundesstaates Maine in den Vereinigten Staaten. Im Jahr 2020 lebten dort 3133 Einwohner in 1799 Haushalten auf einer Fläche von 95,75 km².

## Geografie
Nach dem United States Census Bureau hat Newport eine Gesamtfläche von 95,75 km², von denen 76,40 km² Land sind und 19,35 km² aus Gewässern bestehen.

### Geografische Lage
Newport liegt im Südwesten des Penobscot Countys und grenzt an das Somerset County. Zentral auf dem Gebiet der Town liegt der Sebasticook Lake. Die Oberfläche ist eben, höchste Erhebung ist der 155 m hohe Libby Hill.

### Nachbargemeinden
Alle Entfernungen sind als Luftlinien zwischen den offiziellen Koordinaten der Orte aus der Volkszählung 2010 angegeben.
- Norden: Corinna, 8,7 km
- Nordosten: Exeter, 13,1 km
- Osten: Stetson, 9,5 km
- Südosten: Etna, 11,8 km
- Süden: Plymouth, 9,4 km
- Südwesten: Detroit, Somerset County, 12,5 km
- Westen: Palmyra, Somerset County, 11,7 km
- Nordwesten: St. Albans, Somerset County, 14,3 km

### Stadtgliederung
In Newport gibt es mehrere Siedlungsgebiete: Billings Hill, Coburn, East Newport, Hasty Corner, Marsh's Corner, Newport (Newport Village), Newport Junction, North Newport, Rowe Corner und Wedgewood Corners.

### Klima
Die mittlere Durchschnittstemperatur in Newport liegt zwischen −11,1 °C (12 °Fahrenheit) im Januar und 20,0 °C (68 °Fahrenheit) im Juli. Damit ist der Ort gegenüber dem langjährigen Mittel der USA um etwa 9 Grad kühler. Die Schneefälle zwischen Oktober und Mai liegen mit bis zu zweieinhalb Metern mehr als doppelt so hoch wie die mittlere Schneehöhe in den USA; die tägliche Sonnenscheindauer liegt am unteren Rand des Wertespektrums der USA.

## Geschichte
Ursprünglich war die Region von Abenaki-Indianern bewohnt. Fisch und Wild stellten von jeher die Lebensgrundlage dar.
Die ersten Weißen, die in das Gebiet des heutigen Newport kamen, waren Jäger und Fischer, die sich den Sommer über dort aufhielten. Die erste dauerhafte Ansiedlung wurde 1804 gegründet. Die Jagd und der Fischfang waren anfangs die wichtigsten Erwerbsquellen.
Newport wurde am 14. Juni 1814 als Town organisiert. Zu diesem Zeitpunkt hatte Newport über 100 Einwohner. Im Laufe der Zeit entwickelte sich eine breiter gefächerte Wirtschaft. Newport wurde durch Lebensmittel- und Textilindustrie und seinen Bahnhof bis 1900 zu einem Unterzentrum in der Region.

### Einwohnerentwicklung
| Volkszählungsergebnisse – Town of Newport, Maine | Volkszählungsergebnisse – Town of Newport, Maine | Volkszählungsergebnisse – Town of Newport, Maine | Volkszählungsergebnisse – Town of Newport, Maine | Volkszählungsergebnisse – Town of Newport, Maine | Volkszählungsergebnisse – Town of Newport, Maine | Volkszählungsergebnisse – Town of Newport, Maine | Volkszählungsergebnisse – Town of Newport, Maine | Volkszählungsergebnisse – Town of Newport, Maine | Volkszählungsergebnisse – Town of Newport, Maine | Volkszählungsergebnisse – Town of Newport, Maine |
| Jahr                                             | 1800                                             | 1810                                             | 1820                                             | 1830                                             | 1840                                             | 1850                                             | 1860                                             | 1870                                             | 1880                                             | 1890                                             |
| ------------------------------------------------ | ------------------------------------------------ | ------------------------------------------------ | ------------------------------------------------ | ------------------------------------------------ | ------------------------------------------------ | ------------------------------------------------ | ------------------------------------------------ | ------------------------------------------------ | ------------------------------------------------ | ------------------------------------------------ |
| Einwohner                                        |                                                  |                                                  | 510                                              | 897                                              | 1138                                             | 1210                                             | 1403                                             | 1559                                             | 1451                                             | 1188                                             |
| Jahr                                             | 1900                                             | 1910                                             | 1920                                             | 1930                                             | 1940                                             | 1950                                             | 1960                                             | 1970                                             | 1980                                             | 1990                                             |
| Einwohner                                        | 1533                                             | 1747                                             | 1709                                             | 1731                                             | 2052                                             | 2190                                             | 2322                                             | 2260                                             | 2755                                             | 3036                                             |
| Jahr                                             | 2000                                             | 2010                                             | 2020                                             | 2030                                             | 2040                                             | 2050                                             | 2060                                             | 2070                                             | 2080                                             | 2090                                             |
| Einwohner                                        | 3017                                             | 3275                                             | 3133                                             |                                                  |                                                  |                                                  |                                                  |                                                  |                                                  |                                                  |

## Kultur und Sehenswürdigkeiten

### Bauwerke
In Newport wurden zwei Bauwerke unter Denkmalschutz gestellt und ins National Register of Historic Places aufgenommen.
- Hexagon Barn, 1980 unter der Register-Nr. 80000412.[9]
- Sebasticook Lake Fishweir Complex, 1994 unter der Register-Nr. 94001245.[10]

## Wirtschaft und Infrastruktur
Heute gibt es deutlich mehr Arbeitsplätze im Dienstleistungssektor als im produzierenden Gewerbe. Auf Grund der Konzentration an Betrieben des Einzelhandels und der Gastronomie und an Banken usw. hat Newport heute den Rang eines wirtschaftlichen Unterzentrums.

### Verkehr
Newport liegt an der Interstate 95, sie führt durch die südwestliche Ecke der Town. Parallel zur Interstate verläuft der U.S. Highway 2. Die Maine State Route 7 mündet im Village Newport auf dem Highway. Nördlich des Sebasticook Lake verläuft die Maine State Route 222 von Corinna nach Stetson.

### Öffentliche Einrichtungen
In Newport gibt es keine medizinischen Einrichtungen oder Krankenhäuser. Nächstgelegene Einrichtungen für die Bewohner von Newport befinden sich in Pittsfield, St. Albans, Hartland und Dexter.
Die Newport Public Library  befindet sich im Newport Cultural Center in der Maine Street.

### Bildung
Newport gehört mit Corinna, Dixmont, Etna, Hartland, Palmyra, Plymouth und St. Albans zur Regional School Unit 19.
Im Schulbezirk werden folgende Schulen angeboten:
- Corinna Elementary School in Corinna mit Schulklassen von Pre-Kindergarten bis zum 4. Schuljahr
- Etna-Dixmont School in Etna mit Schulklassen von Pre-Kindergarten bis zum 8. Schuljahr
- Newport Elementary School in Newport mit Schulklassen von Pre-Kindergarten bis zum 4. Schuljahr
- St. Albans Consolidated School in St. Albans mit Schulklassen von Pre-Kindergarten bis zum 4. Schuljahr
- Sebasticook Middle School in Newport mit Schulklassen vom 5. bis zum 8. Schuljahr
- Somerset Valley Middle School in  Hartland mit Schulklassen von 5. bis zum 8. Schuljahr
- Nokomis Regional High in Newport mit Schulklassen vom 9. bis zum 12. Schuljahr

## Persönlichkeiten

### Söhne und Töchter der Stadt
- Lewis O. Barrows (1893–1967), Politiker und Gouverneur von Maine
- Cooper Flagg (* 2006), Basketballspieler

### Persönlichkeiten, die vor Ort gewirkt haben
- Vic Firth (1930–2015),  Schlagwerker und Gründer des Drumstickherstellers Vic Firth